# Wohn- und Wirtschaftsgebäude Wildeshauser Landstraße 15
Die Hofanlage und das Wohn- und Wirtschaftsgebäude Wildeshauser Landstraße 15 in Ganderkesee-Schlutter, an einem Stichweg zur Bundesstraße 213, wurden im 18. und am Anfang des 19. Jahrhunderts gebaut.
Die Gebäude stehen unter Denkmalschutz (siehe auch Liste der Baudenkmale in Ganderkesee).

## Beschreibung
Die Hofanlage auf dem großen bewaldeten Areal besteht aus:
- dem eingeschossigen großen giebelständigen Wohn- und Wirtschaftsgebäude von 1806 als Zweiständer-Hallenhaus in Fachwerk mit Steinausfachungen, reetgedecktem Krüppelwalmdach und Niedersachsengiebel,
- dem Backhaus von 1757 in Fachwerk mit Wandständerkonstruktion, Giebel auf Knaggen (vorkragend und verbrettert) und mit Satteldach sowie späterer Ofenummauerung mit Verdachung
- und weiteren nicht denkmalgeschützten Nebengebäuden.

Das Niedersächsische Landesamt für Denkmalpflege befand: „... geschichtliche  Bedeutung aufgrund seines Zeugnis- und Schauwertes ….“ 